# Adriana Krnáčová
Adriana Krnáčová, née le 26 septembre 1960 à Bratislava, est une femme d'affaires et femme politique tchèque. Elle est la maire de Prague (en) de novembre 2014 à novembre 2018, et est la première femme à occuper ce poste.
Avant de devenir maire de Prague, Adriana Krnáčová est à la tête de l'antenne tchèque de Transparency International et occupe également brièvement le poste de vice-ministre de l'Intérieur pour l'administration publique du gouvernement tchèque.

## Maire de Prague
Adriana Krnáčová est élue maire en tant que candidate du parti ANO 2011, fondé et actuellement dirigé par Andrej Babiš. Lors des élections municipales de 2014 (en), l'ANO 2011 remporte 22,1% des voix, élisant 17 conseillers (sur 65), tandis que Krnáčová elle-même remporte 1,63% des voix. Elle remplace Tomáš Hudeček (en) qui est maire depuis le 20 juin 2013.
Lors des élections municipales de Prague en 2018 (en), elle refuse de briguer un siège à l'Assemblée municipale et est remplacée comme maire par le candidat du Parti Pirate Zdeněk Hřib.

## Vie personnelle
Adriana Krnáčová est d'origine slovaque. Elle est divorcée et a trois enfants.